# Ranularia dunkeri
Ranularia dunkeri is een slakkensoort uit de familie van de Ranellidae. De wetenschappelijke naam van de soort is voor het eerst geldig gepubliceerd in 1868 door Lischke.